# Società Podistica Lazio 1920-1921
Questa voce raccoglie le informazioni riguardanti la Società Podistica Lazio nelle competizioni ufficiali della stagione 1920-1921.

## Stagione
La Lazio nel campionato di Prima Categoria 1920-1921 si classifica al secondo posto nel girone laziale del torneo centro-meridionale con 22 punti dietro alla Fortitudo, entrambe qualificate alle semifinali. Nel girone A delle Semifinali Interregionali si classifica al terzo e ultimo posto dietro al Livorno e al Naples.

## Organigramma societario
Area direttiva
- Presidente: Fortunato Ballerini

Area tecnica
- Allenatore: Guido Baccani

## Rosa
| N. |                   | Ruolo | Calciatore                |
| -- | ----------------- | ----- | ------------------------- |
|    | Italia (bandiera) | P     | Fulvio Bernardini         |
|    | Italia (bandiera) | P     | Matteo Salineri           |
|    | Italia (bandiera) | D     | Domenico Cella II         |
|    | Italia (bandiera) | D     | Ugo Dosio                 |
|    | Italia (bandiera) | D     | Augusto Parboni           |
|    | Italia (bandiera) | D     | Fernando Saraceni I       |
|    | Italia (bandiera) | D     | Luigi Saraceni II         |
|    | Italia (bandiera) | C     | Giulio Cesare Baldacci II |
|    | Italia (bandiera) | C     | Augusto Faccani           |
|    | Italia (bandiera) | C     | Giubertoni                |
|    | Italia (bandiera) | C     | Pio Maneschi              |
|    | Italia (bandiera) | C     | Spartaco Orazi I          |

| N. |                   | Ruolo | Calciatore                |
| -- | ----------------- | ----- | ------------------------- |
|    | Italia (bandiera) | C     | Vezio Orazi II            |
|    | Italia (bandiera) | A     | Alfredo Cella I           |
|    | Italia (bandiera) | A     | Marcello Consiglio        |
|    | Italia (bandiera) | A     | Corrado Corelli I         |
|    | Italia (bandiera) | A     | Pietro Felicani           |
|    | Italia (bandiera) | A     | Dante Filippi             |
|    | Italia (bandiera) | A     | Giuseppe Fioranti I       |
|    | Italia (bandiera) | A     | Aldo Fraschetti           |
|    | Italia (bandiera) | A     | Carlo Maranghi (capitano) |
|    | Italia (bandiera) | A     | Mario Raffo               |
|    | Italia (bandiera) | A     | Alessandro Varini         |

## Risultati

### Prima Categoria

#### Torneo Peninsulare – Sezione laziale

##### Girone di andata
| Roma 28 novembre 1920 1ª giornata                                               | Pro Roma  | 0 – 4                                         | Lazio | Campo Piramide |
| \| \| \| \| \| \| Marcatori \| 20’, 44’ Cella I 30’ Consiglio 70’ Giubertoni \| |           |                                               |       |                |
|                                                                                 |           |                                               |       |                |
|                                                                                 | Marcatori | 20’, 44’ Cella I 30’ Consiglio 70’ Giubertoni |       |                |

| Arbitro: | Cerchia (Roma) |

|                         |           |  |
| Raffo 34’ Consiglio 73’ | Marcatori |  |

| Roma 6 febbraio 1921 3ª giornata                 | Lazio     | 0 – 1          | Fortitudo | Stadio della Rondinella |
| \| \| \| \| \| \| Marcatori \| 30’ Montemezzi \| |           |                |           |                         |
|                                                  |           |                |           |                         |
|                                                  | Marcatori | 30’ Montemezzi |           |                         |

| Roma 19 dicembre 1920 4ª giornata                                          | Lazio     | 2 – 1      | US Romana | Stadio della Rondinella |
| \| \| \| \| \| Fioranti I 18’ Giubertoni 20’ \| Marcatori \| 47’ Ceresi \| |           |            |           |                         |
|                                                                            |           |            |           |                         |
| Fioranti I 18’ Giubertoni 20’                                              | Marcatori | 47’ Ceresi |           |                         |

| Roma 9 gennaio 1921 5ª giornata                                                                 | Lazio     | 6 – 0 | Roman | Stadio della Rondinella |
| \| \| \| \| \| Fioranti I 21’, 43’ Cella I 25’ Raffo 57’, 64’ Giubertoni 77’ \| Marcatori \| \| |           |       |       |                         |
|                                                                                                 |           |       |       |                         |
| Fioranti I 21’, 43’ Cella I 25’ Raffo 57’, 64’ Giubertoni 77’                                   | Marcatori |       |       |                         |

| Arbitro: | Andreoli (Roma) |

|                                                       |           |            |
| Fioranti I ?’, ?’ Cella I ?’, ?’ Maranghi ?’ Raffo ?’ | Marcatori | ?’ Bongini |

| Roma 23 gennaio 1921 7ª giornata                        | Lazio     | 2 – 0 | Audace Roma | Stadio della Rondinella |
| \| \| \| \| \| Faccani 20’ Raffo 51’ \| Marcatori \| \| |           |       |             |                         |
|                                                         |           |       |             |                         |
| Faccani 20’ Raffo 51’                                   | Marcatori |       |             |                         |

##### Girone di ritorno
| Arbitro: | Caroncini (Roma) |

|                                                               |           |                                  |
| Fioranti I 52’, 86’ Maneschi 57’ (rig.) Raffo 63’ Filippi 75’ | Marcatori | 26’ (rig.) Marchettini 45’ Sensi |

| Arbitro: | Cerchia (Roma) |

|                                       |           |  |
| Scioscia 5’ Panosetti 75’ Dragoni 80’ | Marcatori |  |

| Arbitro: | Caroncini (Roma) |

|                |           |             |
| Montemezzi 57’ | Marcatori | 88’ Cella I |

| Roma 20 marzo 1921 11ª giornata                  | US Romana | 1 – 2     | Lazio | Campo dell’Olmo |
| \| \| \| \| \| ? ?’ \| Marcatori \| ?’ ? ?’ ? \| |           |           |       |                 |
|                                                  |           |           |       |                 |
| ? ?’                                             | Marcatori | ?’ ? ?’ ? |       |                 |

| Arbitro: | Cerchia (Roma) |

|          |           |                                                     |
| Trani ?’ | Marcatori | 2’, 68’ Corelli I 21’ Filippi 63’ Cella I 85’ Raffo |

| Arbitro: | Ricci (Roma) |

|             |           |                    |
| Bianchi 54’ | Marcatori | 31’ (rig.) Filippi |

| Arbitro: | Cinti (Roma) |

|  |           |                                                          |
|  | Marcatori | ?’, ?’, ?’ Fioranti I ?’, ?’ Filippi ?’ ? ?’ ? ?’ ? ?’ ? |

#### Torneo Peninsulare – Semifinali interregionali

##### Girone di andata
| Arbitro: | Agostini (Firenze) |

|            |           |                                 |
| Filippi 9’ | Marcatori | 45’ Jacoponi II 89’ Mozzachiodi |

| Arbitro: | Caroncini (Roma) |

|                                                    |           |                               |
| Bruschini III 5’, 76’ Bruschini II 36’ Ghisi I 56’ | Marcatori | 30’ Fraschetti 55’ Fioranti I |

##### Girone di ritorno
| Arbitro: | Sanguineti (Genova) |

|                                     |           |  |
| Buccelli 19’ Magnozzi 29’, 53’, 65’ | Marcatori |  |

| Arbitro: | Bellucci (Roma) |

|                                                     |           |                                            |
| Varini 6’ Fioranti I 34’ Fraschetti 56’ Filippi 79’ | Marcatori | 29’, 54’ Ghisi I 42’ Valente 45’ Bruschini |

## Statistiche

### Statistiche di squadra
| Competizione    | Punti | In casa | In casa | In casa | In casa | In casa | In casa | In trasferta | In trasferta | In trasferta | In trasferta | In trasferta | In trasferta | Totale | Totale | Totale | Totale | Totale | Totale | DR  |
| Competizione    | Punti | G       | V       | N       | P       | Gf      | Gs      | G            | V            | N            | P            | Gf           | Gs           | G      | V      | N      | P      | Gf     | Gs     | DR  |
| --------------- | ----- | ------- | ------- | ------- | ------- | ------- | ------- | ------------ | ------------ | ------------ | ------------ | ------------ | ------------ | ------ | ------ | ------ | ------ | ------ | ------ | --- |
| Prima Categoria | 23    | 9       | 6       | 1       | 2       | 28      | 11      | 9            | 4            | 2            | 3            | 24           | 15           | 18     | 10     | 3      | 5      | 52     | 26     | +26 |